# Tornado (Dyrehavsbakken)
Tornado in Dyrehavsbakken (Klampenborg, Dänemark) ist eine Spinning-Stahlachterbahn des Herstellers Intamin, die am 9. April 2009 eröffnet wurde. Sie ist die erste Achterbahn des Modells vom Hersteller.
Die 342 m lange Strecke erreicht eine Höhe von 12 m. Die Züge werden auf einem 45° steilen hydraulischen Kettenlifthill in drei Beschleunigungsstufen auf eine Geschwindigkeit von 40 km/h beschleunigt. Die Höchstgeschwindigkeit beträgt 51 km/h.

## Wagen
Tornado besitzt vier Wagen. In jedem Wagen können vier Personen (zwei Reihen à zwei Personen) Platz nehmen. Als Rückhaltesystem kommen Schulterbügel zum Einsatz.